# Guerrero (estación)
Guerrero es una de las estaciones que forman parte del Metro de la Ciudad de México, es la correspondencia de la Línea 3 y la Línea B. Se ubica en el centro de la Ciudad de México, en la alcaldía Cuauhtémoc.

## Información general

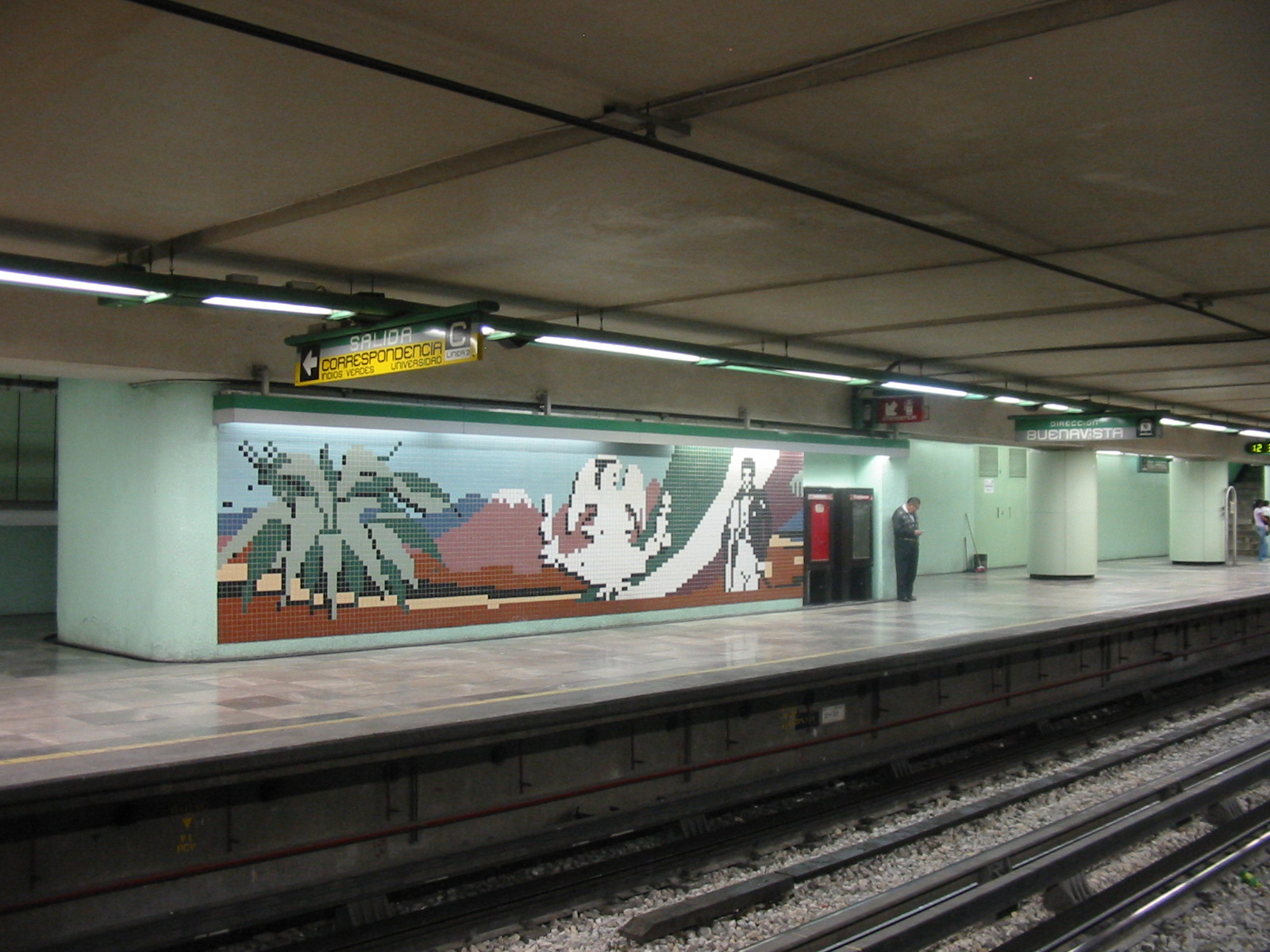
Mural en los andenes de la estación de la línea B.

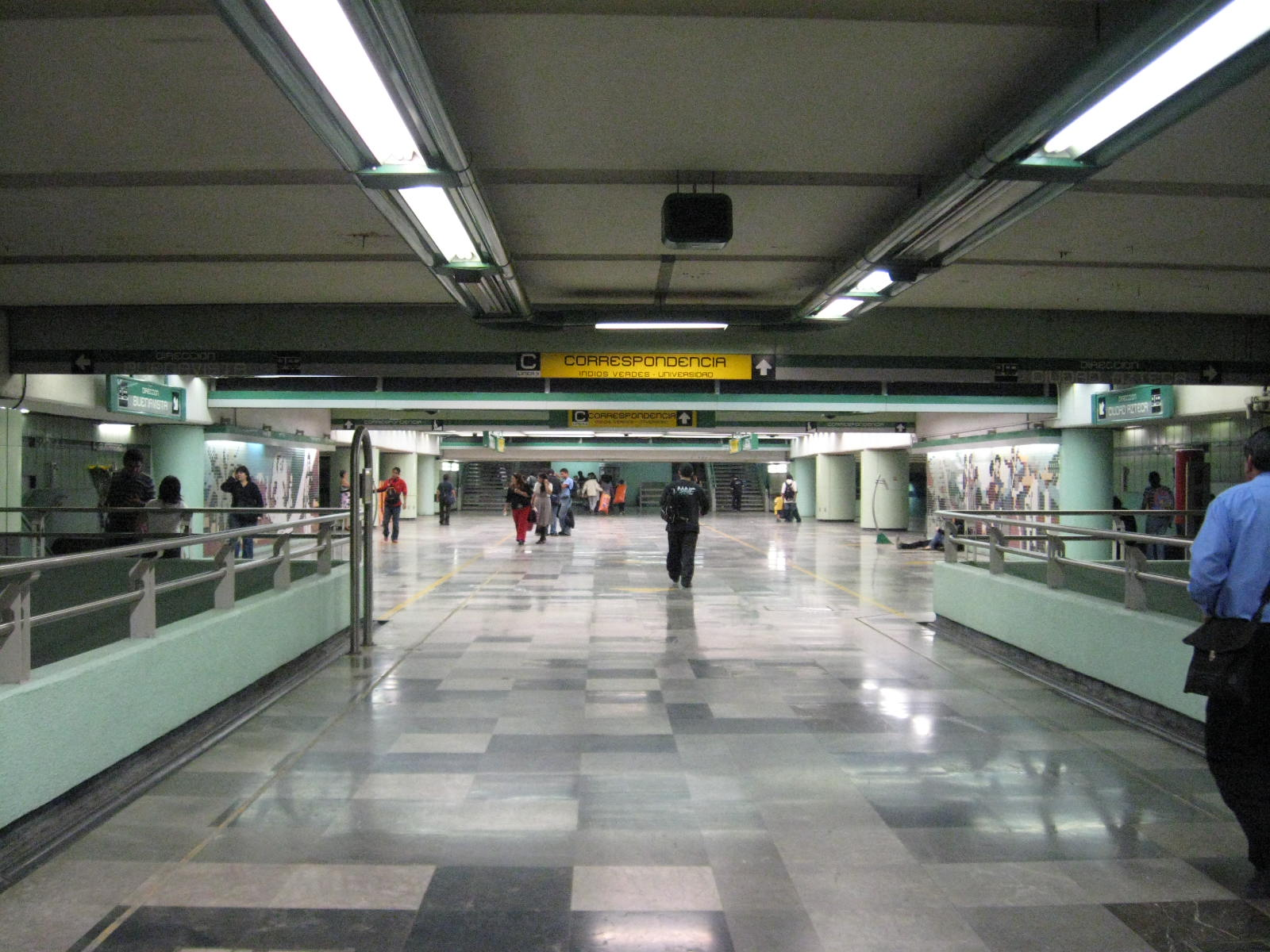
Pasillos de la línea B.

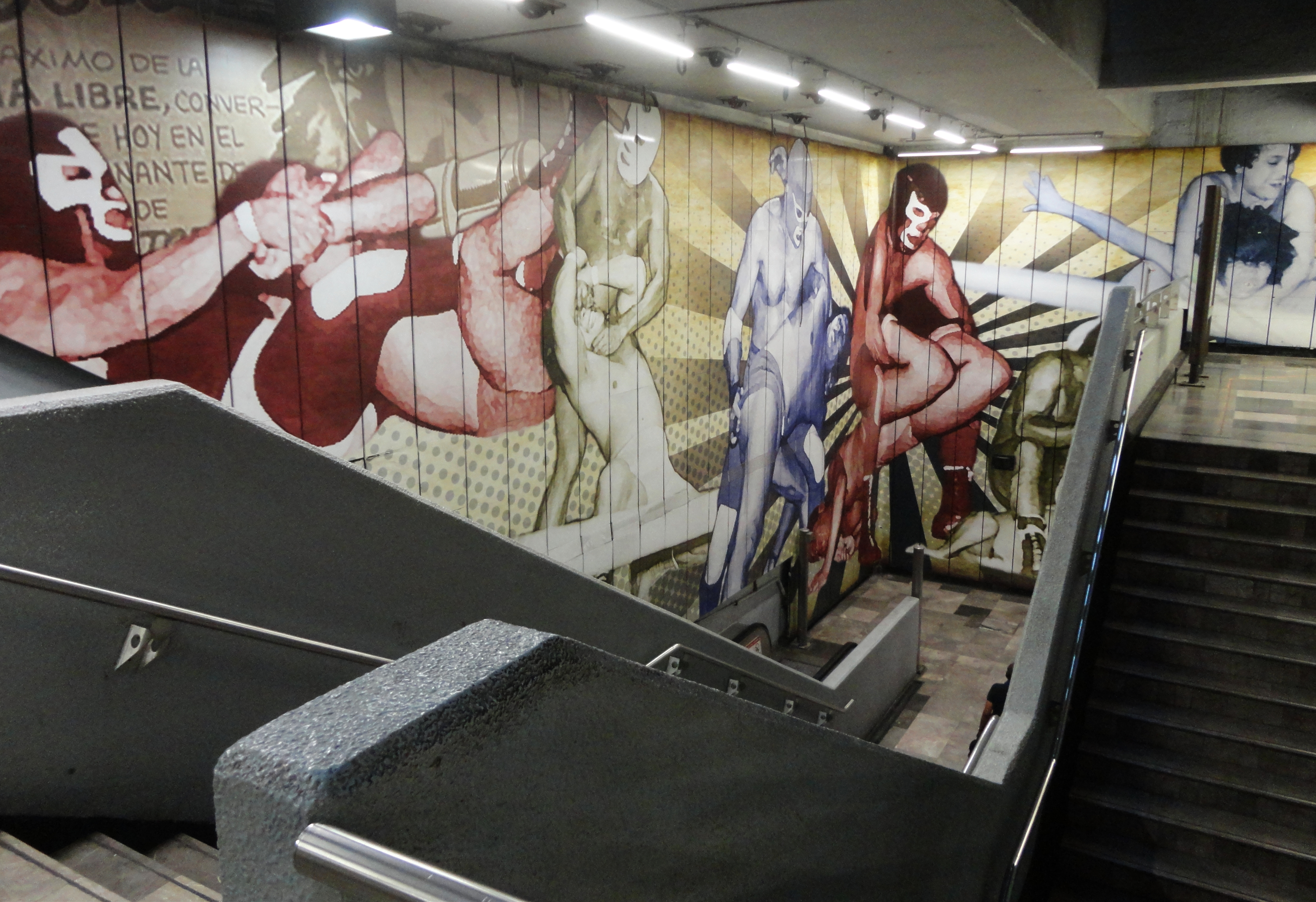
Leyendas de la Lucha Libre.

El nombre proviene de ubicarse en la Colonia Guerrero y en la avenida del mismo nombre, su emblema es el busto del Gral. Vicente Guerrero, héroe de la Independencia de México y segundo Presidente de México.

### Afluencia
En 2014, Guerrero fue la 20° estación con menor afluencia en la red, registrando un uso de 22,345 pasajeros en promedio en día laborable, contabilizados en la Línea B.
En su correspondencia con la línea B el número total de usuarios para 2014 fue de 7,053,173 usuarios, el número de usuarios promedio para el mismo año fue el siguiente:
| Tipo de día   | Afluencia promedio "Línea B" |
| ------------- | ---------------------------- |
| Día festivo   | 14,483                       |
| Día laboral   | 18,739                       |
| Fin de semana | 20,867                       |
| Anual         | 19,324                       |

En su correspondencia con la línea 3 el número total de usuarios para 2014 fue de 3,664,436 usuarios, el número de usuarios promedio para el mismo año fue el siguiente:
| Tipo de día   | Afluencia promedio "Línea 3" |
| ------------- | ---------------------------- |
| Día festivo   | 7,549                        |
| Día laboral   | 10,664                       |
| Fin de semana | 8,741                        |
| Anual         | 10,040                       |

Las siguientes tablas muestran la afluencia de la estación (por línea) en los últimos 10 años:
| Afluencia Anual de Pasajeros (Línea 3) | Afluencia Anual de Pasajeros (Línea 3) | Afluencia Anual de Pasajeros (Línea 3) | Afluencia Anual de Pasajeros (Línea 3) | Afluencia Anual de Pasajeros (Línea 3) | Afluencia Anual de Pasajeros (Línea 3) |
| -------------------------------------- | -------------------------------------- | -------------------------------------- | -------------------------------------- | -------------------------------------- | -------------------------------------- |
| Año                                    | Afluencia                              | A Diario                               | Ranking                                | Incremento                             | Ref.                                   |
| 2023                                   | 2,967,193                              | 8,129                                  | 134°/187                               | +2.96%                                 | [ 4 ]                                  |
| 2022                                   | 2,881,773                              | 7,895                                  | 136°/175                               | +34.99%                                | [ 5 ]                                  |
| 2021                                   | 2,134,844                              | 5,848                                  | 135°/195                               | -15.23%                                | [ 6 ]                                  |
| 2020                                   | 2,518,357                              | 6,880                                  | 137°/195                               | -35.33%                                | [ 7 ]                                  |
| 2019                                   | 3,893,901                              | 10,668                                 | 152°/195                               | -0.88%                                 | [ 8 ]                                  |
| 2018                                   | 3,928,420                              | 10,762                                 | 150°/195                               | +0.85%                                 | [ 9 ]                                  |
| 2017                                   | 3,895,318                              | 10,672                                 | 147°/195                               | -6.84%                                 | [ 10 ]                                 |
| 2016                                   | 4,181,162                              | 11,423                                 | 140°/195                               | -4.92%                                 | [ 11 ]                                 |
| 2015                                   | 4,397,682                              | 12,048                                 | 129°/195                               | -6.00%                                 | [ 12 ]                                 |
| 2014                                   | 4,678,297                              | 12,817                                 | 124°/195                               | +3.07%                                 | [ 13 ]                                 |

| Afluencia Anual de Pasajeros (Línea B) | Afluencia Anual de Pasajeros (Línea B) | Afluencia Anual de Pasajeros (Línea B) | Afluencia Anual de Pasajeros (Línea B) | Afluencia Anual de Pasajeros (Línea B) | Afluencia Anual de Pasajeros (Línea B) |
| -------------------------------------- | -------------------------------------- | -------------------------------------- | -------------------------------------- | -------------------------------------- | -------------------------------------- |
| Año                                    | Afluencia                              | A Diario                               | Ranking                                | Incremento                             | Ref.                                   |
| 2023                                   | 2,040,699                              | 5,590                                  | 155°/187                               | +14.22%                                | [ 4 ]                                  |
| 2022                                   | 1,786,580                              | 4,894                                  | 158°/175                               | +19.61%                                | [ 5 ]                                  |
| 2021                                   | 1,493,722                              | 4,092                                  | 156°/195                               | +8.97%                                 | [ 6 ]                                  |
| 2020                                   | 1,370,739                              | 3,745                                  | 175°/195                               | -34.44%                                | [ 7 ]                                  |
| 2019                                   | 2,090,890                              | 5,728                                  | 184°/195                               | -3.07%                                 | [ 8 ]                                  |
| 2018                                   | 2,157,120                              | 5,909                                  | 182°/195                               | +2.76%                                 | [ 9 ]                                  |
| 2017                                   | 2,099,137                              | 5,751                                  | 181°/195                               | +4.06%                                 | [ 10 ]                                 |
| 2016                                   | 2,017,245                              | 5,511                                  | 183°/195                               | +0.24%                                 | [ 11 ]                                 |
| 2015                                   | 2,012,349                              | 5,513                                  | 176°/195                               | +1.50%                                 | [ 12 ]                                 |
| 2014                                   | 1,982,617                              | 5,431                                  | 176°/195                               | -5.24%                                 | [ 13 ]                                 |

## Conectividad

### Salidas
- Por línea 3 al Oriente: Calle Zarco casi esq. con Eje 1 Norte Av. Mosqueta, Colonia Guerrero.
- Por línea 3 al Poniente: Calle Zarco casi esq. con Eje 1 Norte Av. Mosqueta, Colonia Guerrero.
- Por línea B al Nororiente: Eje 1 Norte Avenida Mosqueta  casi esquina con Calle Héroes, Colonia Guerrero.
- Por línea B al Suroriente: Eje 1 Norte Avenida Mosqueta casi esquina con Calle Héroes, Colonia Guerrero.
- Por línea B al Norponiente: Eje 1 Norte Avenida Mosqueta casi esquina con Eje 1 Poniente Avenida Guerrero, Colonia Guerrero.
- Por línea B al Surponiente: Eje 1 Norte Avenida Mosqueta casi esquina con Eje 1 Poniente Avenida Guerrero, Colonia Guerrero.

### Conexiones
Existen conexiones con las estaciones y paradas de diversos sistemas de transporte:
- La línea 3 del Metrobús.